# Papillaria ptychophylla
Papillaria ptychophylla är en bladmossart som beskrevs av Johan Ångström 1876. Papillaria ptychophylla ingår i släktet Papillaria och familjen Meteoriaceae. Inga underarter finns listade i Catalogue of Life.